# Bryobia lonicerae
Bryobia lonicerae är en spindeldjursart som beskrevs av Reck 1956. Bryobia lonicerae ingår i släktet Bryobia och familjen Tetranychidae. Inga underarter finns listade.